# 道の駅和良
道の駅和良（みちのえき わら）は、岐阜県郡上市和良町宮地にある国道256号の道の駅である。

## 施設
当駅は、旧和良村が整備した「和良運動公園」の一角に位置している。
- 駐車場
  - 普通車：73台[3]
  - 大型車：3台[3]
  - 身障者用：1台[3]
- トイレ（いずれも24時間利用可能）
  - 男性：大 4器、小 5器
  - 女性：7器
  - 身障者用：1器
- 物産販売所（8:30 - 17:00、冬季は9:00 - 16:30）[3]
- レストラン（8:00 - 16:00）[3]
- レストハウス（8:00 - 17:00）[3]
- 屋内多目的交流広場（全天候型の運動施設も兼ねている）[3]
- 和良歴史資料館（10:00 - 16:00）[3] - オオサンショウウオを飼育・展示している[3]。

## 管理団体
- 設置者：郡上市
- 指定管理者：和良の郷総合開発株式会社（2022年（令和4年）7月1日 - ）[4]

## 休館日
- 毎週火曜日[3]
  - 物産販売所・レストラン：年末年始[3]
  - 和良歴史資料館：毎週火曜日・木曜日[3]、年末年始[3]

## アクセス
- 国道256号 - 登録路線

## 周辺
- 和良川（当駅に隣接）
- 和良川公園オートキャンプ場 - 当駅と同じ指定管理者が運営。